# Psallofulvius
Psallofulvius is een geslacht van wantsen uit de familie van de Miridae (Blindwantsen). Het geslacht werd voor het eerst wetenschappelijk beschreven door Namyatova in 2022.

## Soorten
Het genus bevat de volgende soorten:

- Psallofulvius danbulla Namyatova, 2022
- Psallofulvius dryander Namyatova, 2022